# Buglovce
Buglovce (deutsch Schreibersdorf oder älter Brüglsdorf, ungarisch Göbölfalva – bis 1892 Buglóc) ist eine Gemeinde im Osten der Slowakei mit 269 Einwohnern (Stand 31. Dezember 2024) und gehört zum Okres Levoča, einem Kreis des Prešovský kraj, sowie zur traditionellen Landschaft Zips.

## Geografie
Die Gemeinde befindet sich im Nordteil des Talkessels Hornádska kotlina. Das Ortszentrum liegt auf einer Höhe von 465 m n.m. und ist fünf Kilometer von Spišské Podhradie sowie 12 Kilometer von Levoča entfernt.
Nachbargemeinden sind Nemešany im Norden, Baldovce im Osten, Hincovce und Spišský Hrušov im Süden, Domaňovce im Westen und Klčov im Nordwesten.

## Geschichte
Der Ort entwickelte sich an der Stelle einer älteren Siedlung namens Nadasth, die wahrscheinlich während des Mongolensturms verwüstet wurde. 1258 erhielten ein Leutschauer Schreiber namens Goblinus und sein Bruder das Land rund um das heutige Dorf in einem Schenkungsakt von Béla IV. gegen eine jährliche Tributzahlung. Der so entstandene Ort wurde zum ersten Mal 1335 als Sreyberfalva schriftlich erwähnt. Neben den Nachfahren des Schreibers Goblinus stammten die Gutsbesitzer aus den Geschlechtern Görgey, Horváth, vorwiegend war das Dorf aber im Besitz des Zipser Kapitels und zwar bis zur Mitte des 19. Jahrhunderts. 1828 zählte man 29 Häuser und 207 Einwohner.
Bis 1918 gehörte der im Komitat Zips liegende Ort zum Königreich Ungarn und kam danach zur Tschechoslowakei beziehungsweise heute Slowakei.

## Bevölkerung
| Jahr                | 1994 | 2004    | 2014    | 2024    |
| ------------------- | ---- | ------- | ------- | ------- |
| Anzahl der Personen | 257  | 265     | 270     | 269     |
| Unterschied         |      | +3,11 % | +1,88 % | −0,37 % |

| Jahr                | 2023 | 2024    |
| ------------------- | ---- | ------- |
| Anzahl der Personen | 265  | 269     |
| Unterschied         |      | +1,50 % |

Gemäß der Volkszählung 2011 wohnten in Buglovce 269 Einwohner, davon 263 Slowaken und ein Russine. Fünf Einwohner machten keine Angabe zur Ethnie.
253 Einwohner bekannten sich zur römisch-katholischen Kirche und ein Einwohner zur griechisch-katholischen Kirche. Bei 15 Einwohnern wurde die Konfession nicht ermittelt.

## Bauwerke
- römisch-katholische Kirche Heiligstes Herz Jesu aus dem Jahr 1929